# Cabras
Cabras (topónimo oficial en lengua sarda y de origen español) es un ayuntamiento italiano de 9.143 habitantes situado en la provincia de Oristán en la isla de Cerdeña. Se encuentra en la región del Campidano de Oristán a orillas de la laguna llamada Mari Pontis.

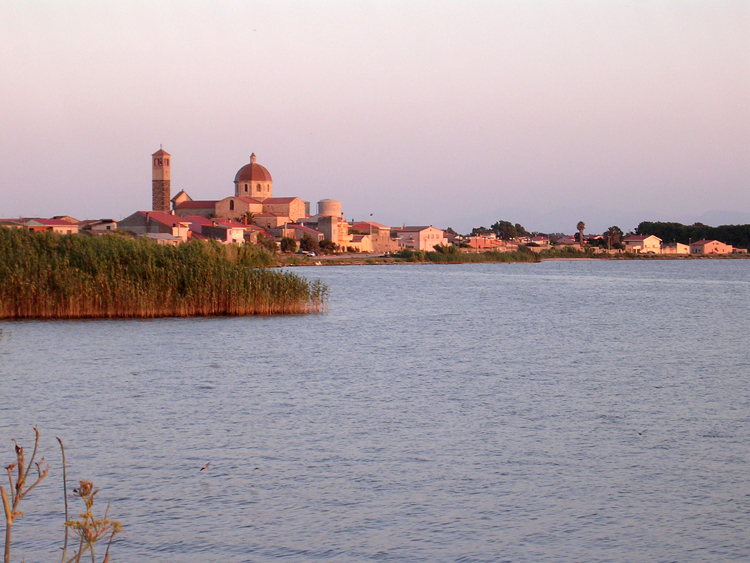
Vista panorámica del pueblo de Cabras

## Geografía
El territorio comunal se extiende por 122,18 km², confinando por el norte con los ayuntamientos de Riola Sardo y Nurachi y por el este con Oristán. Al oeste, en cambio, el territorio confina con el mar, disponiendo de una franja costera de aproximadamente 30 km y que comprende, en su interior la península del Sinis y  las dos islas menores deshabitadas de Mal di Ventre y El Catalano.

## Historia
Los primeros asentamientos documentados en el actual centro de Cabras pertenecen al siglo XI, cuando la ciudad de Tharros se despobló definitivamente como consecuencia de las incursiones de los corsarios del norte de África. Los primeros habitantes se establecieron alrededor del castillo del cual hoy quedan solo algunos restos cerca de la iglesia parroquial. Nada impide pensar que Cabras haya sido habitada ya desde el periodo neolítico, contemporáneamente al poblado de Cuccuru is Arrius. La presencia continua de las poblaciones que aquí vivían con seguridad y bienestar, siendo rodeadas por defensas naturales, no ha dejado más que débiles trazas de las culturas precedentes. Seguramente los romanos  establecieron en Cabras un Oppidum; los latinos llamaron Oppidum (del plural latino: Oppida) una ciudad fortificada carente de una zona sagrada. En cierto sentido los Oppida eran los asentamientos ciudadanos fortificados, más grandes que el simple Vicus, pero no lo suficientemente extendidos como para ser calificados como Civitas. Cabras fue llamada por eso "Oppidum Caprarum" después de que las fortificaciones nurágicas presentes donde hoy surge la iglesia parroquial de Santa María, fueran sucesivamente reutilizadas con fines defensivos. En el periodo judicial es mencionado un castillo posteriormente destruido y cuyos restos han sido lentamente erosionados por el agua de la laguna.
Durante el periodo judicial ganó una discreta importancia ya que a menudo la corte del Juzgado de Arborea residía en el castillo. Después de la caída del juzgado, el pueblo estuvo bajo el dominio de varios señores feudales si bien en más de una ocasión los habitantes intentaron librarse del vínculo feudal incluso con revueltas.
En la primera mitad del siglo XIX Cabras fue incluido en la provincia de Oristán como cabeza de mando del territorio, hasta 1859 cuando pasó a formar parte de la provincia de Cagliari. En 1974 volvió finalmente a formar parte de la provincia de Oristán, apenas refundada.

## Monumentos y lugares de interés
Entre los principales lugares de interés del centro habitado de Cabras se encuentra la iglesia parroquial de Santa María Asunta, una construcción barroca del siglo XVII dedicada a la santa patrona. Al lado de esta pueden todavía encontrarse algunos restos del castillo de Casa del Reino (o Mar'e Pontis), que después de su uso durante el periodo judicial se quedó rápidamente en ruinas a partir del siglo XV. Otra iglesia significativa es la del Espíritu Santo, construida en 1601 con una sola nave y dos capillas laterales de estilo tardo gótico. 

En el territorio del ayuntamiento se encuentra la ciudad púnica de Tharros, uno de los más importantes yacimientos arqueológicos de Cerdeña, así como las antiquísimas iglesias de San Giovanni de Sinis y San Salvatore. Los antiguos objetos encontrados en Tharros y en los dos poblados prenurágicos que se establecieron a orillas de la laguna están conservados en el Museo arqueológico comunal Giovanni Marongiu.

De gran interés son también las playas de la península del Sinis, un litoral donde todavía no se ha construido prácticamente nada en el cual destacan por su singular belleza las blancas extensiones de arena de cuarzo banco de Is Arutas.

La laguna de Cabras es célebre por la presencia de numerosas aves acuáticas entre las cuales destacan los flamencos rosas.

## Evolución demográfica
| Gráfica de evolución demográfica de Cabras entre 1861 y 2001 |
|                                                              |
| Fuente ISTAT - elaboración gráfica de Wikipedia              |

## Economía
La economía del pueblo se basa principalmente en la pesca, la cual se desarrolla en la laguna, donde existen numerosos criaderos de peces. Los pescadores están reunidos en cooperativas y pescan sobre todo el mújol. Producto típico de la zona es, de hecho, la bottarga, huevas de mújol secadas y saladas que son comercializadas en toda Italia como producto típico.